# Paradicranophorus sordidus
Paradicranophorus sordidus is een raderdiertjessoort uit de familie Dicranophoridae. De wetenschappelijke naam van deze soort is voor het eerst geldig gepubliceerd in 1968 door Donner.